# Franco Baresi
Franchino „Franco” Baresi (ur. 8 maja 1960 w Travagliato) – włoski piłkarz grający na pozycji środkowego obrońcy (libero), reprezentant kraju, olimpijczyk, trener, działacz piłkarski.

## Kariera
Franco Baresi całą swoją karierę piłkarską spędził w AC Milanie i był uważany za najlepszego libero na świecie od czasów Franza Beckenbauera. Karierę piłkarską rozpoczął w 1972 roku w drużynach juniorskich Rossonerich, skąd w 1977 roku przeszedł do drużyny seniorskiej. Debiut zaliczył 23 kwietnia 1978 roku w wygranym 2:1 wyjazdowym meczu ligowym z Hellasem Verona. Od sezonu 1978/1979 był już podstawowym zawodnikiem drużyny Rossonerich, która zdobyła mistrzostwo Włoch, zdobywając tym samym swoją pierwszą gwiazdkę.
W sezonie 1979/1980 klub zakończył rozgrywki ligowe na 3. miejsce, jednak w wyniku tzw. afery Totonero, został zdegradowany do Serie B, jednak w sezonie 1980/1981 klub wygrał rozgrywki ligowe i wrócił do Serie A, jednak w sezonie 1981/1982 po zajęciu 14. miejsca ponownie spadł do Serie B, ale po wygraniu rozgrywek ligowych w sezonie 1982/1983 wrócił do krajowej elity i od drugiej połowy lat 80-tych z Baresim w podstawowym składzie odnosił sukcesy w rozgrywkach krajowych i międzynarodowych: mistrzostwo (1979, 1988, 1992–1994, 1996), dwukrotne wicemistrzostwo Włoch (1990, 1991), dwukrotnie 3. miejsce w Serie A (1980, 1989), dwukrotnie finał Pucharu Włoch (1985, 1990 – król strzelców z 4 golami), czterokrotnie Superpuchar Włoch (1988, 1992–1994), trzykrotnie Puchar Europy/Liga Mistrzów (1989, 1990, 1994), czterokrotnie Superpuchar Włoch (1988, 1992–1994), trzykrotnie Puchar Europy/Liga Mistrzów (1989, 1990, 1994), dwukrotnie finał rozgrywek (1993, 1995), trzykrotnie Superpuchar Europy (1989, 1990, 1994), dwukrotnie Puchar Interkontynentalny (1989, 1990) oraz Puchar Mitropa (1982).
W 1989 roku zajął 2. miejsce w plebiscycie Złotej Piłki 1989 (zwycięzcą został klubowy kolega, Marco van Basten), a w 1994 roku został nagrodzony Premio Nazionale Carriera Esemplare "Gaetano Scirea" – nagrodą przeznaczoną dla zawodników Serie A powyżej 30. roku życia.
Ostatni mecz w karierze rozegrał 1 czerwca 1997 roku w przegranym 1:0 domowym meczu ligowym z Cagliari Calcio, a po sezonie 1996/1997 zakończył karierę piłkarską. Łącznie dla drużyny Rossonerich rozegrał 718 meczów, w których zdobył 31 goli (472 meczów/12 goli w Serie A, 61 meczów/4 gole w Serie B, 97 meczów/15 goli w Pucharze Włoch, 75 meczów w europejskich pucharach, 6 meczów w Superpucharze Włoch, 4 mecze w Pucharze Interkontynentalny, 3 mecze w Torneo Estivo).
Koszulka z numerem 6, w której grał w drużynie Rossonerich, została zastrzeżona. Za swoje osiągnięcia otrzymał wiele nagród i wyróżnień: piłkarz 100-lecia AC Milanu (1999), piłkarz 100-lecia Serie A (2000), 17. miejsce UEFA Golden Jubilee Poll (2004), FIFA 100 (2004), Golden Foot w kategorii Legenda Futbolu (2012), a także członek Galerii Sławy FICTS, AC Milanu (2009) oraz włoskiej piłki nożnej (2013).
Wieloletni prezes AC Milanu, Silvio Berlusconi wielokrotnie podkreślał:

Franco jest częścią naszej i nigdy nie zagra w innym klubie.

## Kariera reprezentacyjna
Franco Baresi w latach 1977–1978 był kapitanem reprezentacji Włoch U-18, w której rozegrał 9 meczów, a w latach 1979–1982 w reprezentacji Włoch U-21 rozegrał 17 meczów, w których zdobył 2 gol3. Dwukrotnie uczestniczył na mistrzostwach Europy U-21 (1978, 1980).
Świetna gra Baresiego w reprezentacji Włoch U-21 i AC Milanie została zauważona przez selekcjonera seniorskiej reprezentacji Włoch, Enzo Bearzota, który powołał go na mistrzostwa Europy 1980 we Włoszech (4. miejsce) i mistrzostwa świata 1982 w Hiszpanii (mistrzostwo), jednak na żadnym z tych turniejów Baresi nie zagrał ani minuty.
W seniorskiej drużynie Azzurich zadebiutował 4 grudnia 1982 roku na Stadio Comunale we Florencji w bezbramkowo zremisowanym meczu eliminacyjnym mistrzostw Europy 1984 z reprezentacją Andory.
W 1984 roku z reprezentacją Włoch U-23 uczestniczył w turnieju olimpijskim w Los Angeles, w którym rozegrał 6 meczów i zdobył 1 gola, a drużyna Azzurich zakończyła turniej na 4. miejscu, po przegranej 10 sierpnia 1984 roku na Rose Bowl w Pasadenie w decydującym meczu 2:1 z reprezentacją Jugosławii.
Za kadencji Azeglio Viciniego i Arrigo Sacchiego (trenował Baresiego w AC Milanie) był podstawowym zawodnikiem drużyny Azzurich i uczestniczył na mistrzostwach Europy 1988 w RFN, które drużyna Azzurich zakończyła w półfinale po przegranej 22 czerwca 1988 roku na Neckarstadion w Stuttgarcie z reprezentacją ZSRR oraz na dwóch mistrzostwach świata: 1990 we Włoszech (drużyna Azzurich, której Baresi był liderem obrony, straciła tylko 2 gole i zakończyła turniej na 3. miejscu po wygranej 7 lipca 1990 roku na Stadio San Nicola w Bari w decydującym meczu 2:1 z reprezentacją Anglii) i 1994 w Stanach Zjednoczonych, gdzie w finale rozegranym 17 lipca 1994 roku na Rose Bowl w Pasadenie z reprezentacją Brazylii, w serii rzutów karnych (bezbramkowy remis po dogrywce) Baresi nie wykorzystał pierwszej próby, a seria zakończyła się wygraną Canarinhos 3:2, co Baresi bardzo mocno przeżył, a zdjęcia jego rozpaczy obiegły cały świat.
Po mundialu z powodu kontuzji oka i chęci ustąpienia miejsca młodszym zawodnikom zrezygnował z gry w reprezentacji Włoch, w której ostatni mecz rozegrał 7 września 1994 roku na Stadionie Ljudski Vrt w Mariborze w zremisowanym 1:1 meczu eliminacyjnym mistrzostw Europy 1996 z reprezentacją Słowenii, a łącznie w latach 1982–1994 rozegrał 81 meczów, w których zdobył 1 gola.

## Statystyki

### Klubowe
| Klub               | Sezon              | Liga               | Liga  | Liga | Puchar krajowy | Puchar krajowy | UEFA  | UEFA | Inne  | Inne | Łącznie | Łącznie |
| Klub               | Sezon              | Liga               | Mecze | Gole | Mecze          | Gole           | Mecze | Gole | Mecze | Gole | Mecze   | Gole    |
| ------------------ | ------------------ | ------------------ | ----- | ---- | -------------- | -------------- | ----- | ---- | ----- | ---- | ------- | ------- |
| AC Milan           | 1977/1978          | Serie A            | 1     | 0    | 2              | 0              | 0     | 0    | —     | —    | 3       | 0       |
| AC Milan           | 1978/1979          | Serie A            | 30    | 0    | 4              | 0              | 6     | 0    | —     | —    | 40      | 0       |
| AC Milan           | 1979/1980          | Serie A            | 28    | 0    | 6              | 0              | 1     | 0    | —     | —    | 35      | 0       |
| AC Milan           | 1980/1981          | Serie B            | 31    | 0    | 4              | 1              | —     | —    | —     | —    | 35      | 1       |
| AC Milan           | 1981/1982          | Serie A            | 18    | 2    | 4              | 0              | —     | —    | —     | —    | 22      | 2       |
| AC Milan           | 1982/1983          | Serie B            | 30    | 4    | 9              | 2              | —     | —    | —     | —    | 39      | 6       |
| AC Milan           | 1983/1984          | Serie A            | 21    | 3    | 8              | 2              | —     | —    | —     | —    | 29      | 5       |
| AC Milan           | 1984/1985          | Serie A            | 27    | 0    | 11             | 0              | —     | —    | —     | —    | 38      | 0       |
| AC Milan           | 1985/1986          | Serie A            | 20    | 0    | 4              | 0              | 3     | 0    | 3     | 0    | 30      | 0       |
| AC Milan           | 1986/1987          | Serie A            | 28    | 2    | 6              | 3              | —     | —    | 1     | 0    | 35      | 5       |
| AC Milan           | 1987/1988          | Serie A            | 27    | 1    | 6              | 0              | 3     | 0    | 0     | 0    | 36      | 1       |
| AC Milan           | 1988/1989          | Serie A            | 33    | 2    | 8              | 2              | 8     | 0    | 1     | 0    | 50      | 4       |
| AC Milan           | 1989/1990          | Serie A            | 30    | 1    | 7              | 4              | 8     | 0    | 1     | 0    | 46      | 5       |
| AC Milan           | 1990/1991          | Serie A            | 31    | 0    | 1              | 0              | 5     | 0    | 1     | 0    | 38      | 0       |
| AC Milan           | 1991/1992          | Serie A            | 33    | 0    | 6              | 1              | —     | —    | 0     | 0    | 39      | 1       |
| AC Milan           | 1992/1993          | Serie A            | 29    | 0    | 7              | 0              | 8     | 0    | 1     | 0    | 45      | 0       |
| AC Milan           | 1993/1994          | Serie A            | 32    | 0    | 0              | 0              | 11    | 0    | 2     | 0    | 45      | 0       |
| AC Milan           | 1994/1995          | Serie A            | 28    | 0    | 0              | 0              | 13    | 0    | 2     | 0    | 43      | 0       |
| AC Milan           | 1995/1996          | Serie A            | 30    | 1    | 3              | 0              | 7     | 0    | 0     | 0    | 40      | 1       |
| AC Milan           | 1996/1997          | Serie A            | 26    | 0    | 1              | 0              | 2     | 0    | 1     | 0    | 30      | 0       |
| Łącznie w karierze | Łącznie w karierze | Łącznie w karierze | 533   | 16   | 97             | 15             | 75    | 0    | 13    | 0    | 718     | 31      |

### Reprezentacyjne
| Reprezentacja | Rok     | Mecze | Gole |
| ------------- | ------- | ----- | ---- |
| Włochy U-18   | 1977    | 4     | 0    |
| Włochy U-18   | 1978    | 5     | 0    |
| Łącznie       | Łącznie | 9     | 0    |
| Włochy U-21   | 1979    | 7     | 1    |
| Włochy U-21   | 1980    | 6     | 1    |
| Włochy U-21   | 1981    | 2     | 0    |
| Włochy U-21   | 1982    | 2     | 0    |
| Łącznie       | Łącznie | 17    | 2    |
| Włochy IO     | 1984    | 6     | 1    |
| Łącznie       | Łącznie | 6     | 1    |
| Włochy        | 1982    | 1     | 0    |
| Włochy        | 1983    | 3     | 0    |
| Włochy        | 1984    | 5     | 0    |
| Włochy        | 1985    | 0     | 0    |
| Włochy        | 1986    | 3     | 0    |
| Włochy        | 1987    | 5     | 0    |
| Włochy        | 1988    | 11    | 1    |
| Włochy        | 1989    | 10    | 0    |
| Włochy        | 1990    | 11    | 0    |
| Włochy        | 1991    | 9     | 0    |
| Włochy        | 1992    | 7     | 0    |
| Włochy        | 1993    | 7     | 0    |
| Włochy        | 1994    | 9     | 0    |
| Łącznie       | Łącznie | 81    | 1    |

### Gole w reprezentacji
| Lp.         | Data        | Stadion                     | Przeciwnik      | Gole        | Wynik       | Turniej                       | Przypisy             |
| Włochy U-21 | Włochy U-21 | Włochy U-21                 | Włochy U-21     | Włochy U-21 | Włochy U-21 | Włochy U-21                   | Włochy U-21          |
| ----------- | ----------- | --------------------------- | --------------- | ----------- | ----------- | ----------------------------- | -------------------- |
| 1.          | 17.10.1979  | Rose Bowl, Pasadena         | Szwajcaria U-21 | 1:0         | 1:0         | El. Euro U-21 1980            | [ 18 ]               |
| 2.          | 26.03.1980  | Gradski Stadion, Mostar     | Jugosławia U-21 | 1:2         | 2:5         | El. igrzysk olimpijskich 1980 | [ 19 ] [ 20 ] [ 21 ] |
| Włochy IO   |             |                             |                 |             |             |                               |                      |
| 1.          | 31.07.1984  | Rose Bowl, Pasadena         | Jugosławia IO   | 1:0         | 1:0         | Igrzyska olimpijskie 1984     |                      |
| Włochy      |             |                             |                 |             |             |                               |                      |
| 1.          | 20.02.1988  | Stadio della Vittoria, Bari | ZSRR            | 1:0         | 4:1         | Mecz towarzyski               | [ 22 ]               |

## Sukcesy

### Zawodnicze
AC Milan
- Mistrzostwo Włoch: 1979, 1988, 1992, 1993, 1994, 1996
- Wicemistrzostwo Włoch: 1990, 1991
- 3. miejsce w Serie A: 1980, 1989
- Finał Pucharu Włoch: 1985, 1990
- Superpuchar Włoch: 1988, 1992, 1993, 1994
- Puchar Europy/Liga Mistrzów: 1989, 1990, 1994
- Finał Ligi Mistrzów: 1993, 1995
- Superpuchar Europy: 1989, 1990, 1994
- Puchar Interkontynentalny: 1989, 1990
- Puchar Mitropa: 1982
- Awans do Serie A: 1981, 1983

Reprezentacyjne
- Mistrzostwo świata: 1982
- Wicemistrzostwo świata: 1994
- 3. miejsce mistrzostw świata: 1990

### Indywidualne
- Król strzelców Pucharu Włoch: 1990
- Złota Piłka: 1989 (2. miejsce)
- Drużyna gwiazd mistrzostw świata: 1990
- Premio Nazionale Carriera Esemplare "Gaetano Scirea": 1994
- Piłkarz 100-lecia AC Milanu: 1999
- Piłkarz 100-lecia Serie A: 2000
- Golden Foot w kategorii Legenda Futbolu: 2012
- UEFA Golden Jubilee Poll: 2004 (17. miejsce)
- FIFA 100: 2004
- Członek Galerii Sławy FICTS
- Członek Galerii Sławy AC Milanu: 2009
- Członek Galerii Sławy włoskiej piłki nożnej: 2013

## Po zakończeniu kariery
Franco Baresi po zakończeniu kariery piłkarskiej, 1 czerwca 2002 roku został dyrektorem sportowym w angielskim Fulhamie Londyn, jednak 22 sierpnia 2002 roku z powodu konfliktu z trenerem Jeanem Tiganą podał się do dymisji, po czym wrócił do AC Milanu: był trenerem drużyny U-19 (2002–2006) oraz  U-17 (2006–2008), pracownikiem marketingowym (2008–2020), a od 2020 roku jest wiceprezesem klubu.

## Życie prywatne
Franco Baresi ma żonę Laurę Mari, z którą ma syna Edoardo (ur. 1991) oraz adoptowaną w 1997 roku urodzoną w Moskwie córkę Giannandreę (ur. 1995).
Ma starszego brata Giuseppe (ur. 1958), również piłkarza, grającego w zespole lokalnego rywala AC Milanu, Interze Mediolan.